# Fièvre de Ross River
Espèce
Le virus de Ross River (RRV) ou virus de la rivière Ross est un arbovirus du genre Alphavirus. Avec le chikungunya, c’est un des rares virus responsables d’une atteinte articulaire. Chez l'humain, c'est l’agent causal de la «  polyarthrite épidémique » connue généralement sous le nom de fièvre de Ross River, qui a infecté en moyenne environ 4,000 personnes chaque année en Australie pendant la décennie 1995-2004. La fièvre de Ross River est une maladie à déclaration obligatoire en Australie.

## Historique
Le virus de la fièvre de Ross River est endémique en Australie et Papouasie-Nouvelle-Guinée, et a été observé au cours d’une épidémie dans le Pacifique sud pendant l’année 1979 - 1980. On lui a donné ce nom après l'isolement d'un arbovirus sur des moustiques capturés près de la Ross river, à proximité de Townsville au Queensland, en 1959, et l'identification de ce virus comme celui qui était responsable des cas de polyarthrite épidémique au Queensland et en Nouvelle-Galles du Sud. Des épidémies antérieures remontant jusqu’en 1928 sont maintenant attribuées au virus de la Ross River.

## Épidémiologie
Dans les régions rurales d'Australie, la persistance de la prévalence du virus de la Ross River est, pense-t-on, alimentée par le « réservoir » constitué par des hôtes comme les grands mammifères marsupiaux car des anticorps contre le virus de la Ross River ont été retrouvés chez une grande variété de mammifères placentaires et marsupiaux, et également chez un certain nombre d'espèces d'oiseaux. Mais on ne sait pas actuellement quel hôte constitue le réservoir qui alimente en virus de la Ross River les zones urbaines comme Brisbane au Queensland.
Le moustique du Saltmarsh méridional (Aedes camptorhyncus), qui est connu pour héberger le virus de la Ross River, a été découvert en Nouvelle-Zélande en 1998, et il y a un programme continu d'éradication par le ministère de la Santé de Nouvelle-Zélande, comportant la pulvérisation d'insecticide Bti sur les zones infestées. En juin 2007, il n'y a eu aucun cas rapporté de virus de la Ross River qui se soit manifesté en Nouvelle-Zélande.
D’autres moustiques pourraient être responsables de la transmission du virus : Culex annulirostris, Aedes vigilax…

## Clinique
La fièvre de la Ross River est également connue sous le nom d'infection du virus de la Ross River, ou de maladie du virus de la Ross River depuis qu’on s’est aperçu que le symptôme de la fièvre n’était pas présent chez tous les patients. Une revue d'un grand nombre de cas a conclu que 20 % à 60 % des patients avaient de la fièvre. De même, le nom de polyarthrite épidémique  est tombé en désuétude parce qu'on n'observe pas de signes d’arthrite chez tous les patients ; la même revue a constaté que 83 % à 98 % des patients avaient ressenti des douleurs articulaires. Parmi les autres symptômes, on note une éruption. Bien qu'il y ait, la plupart du temps, la constatation d’effets chroniques à long terme dus au virus de la Ross River, en particulier des douleurs articulaires, les patients peuvent généralement espérer guérir dans le mois qui suit le début des symptômes.
La période d'incubation est habituellement de 7 à 11 jours, puis on observe les symptômes suivants :
- fièvre modérée ou absente ;
- arthralgies ou arthrites (articulations gonflées et d’aspect inflammatoire) habituellement localisées aux genoux, aux chevilles et aux petites articulations des doigts ou des pieds ;
- éruption maculopapuleuse et énanthème buccal.

## Recherches
L'étude de la maladie provoquée par le RRV en laboratoire a été facilitée par l’utilisation récente d’un modèle animal, la souris. Des lignées de souris infectées par le RRV développent une arthrite et des arthralgies de l’arrière-train qui sont semblables à la maladie humaine. La maladie chez les souris, similaire à celle des humains, est caractérisée par un infiltrat inflammatoire comprenant des macrophages qui exercent une action immunitaire pathologique et exacerbent la maladie. En outre, les données récentes indiquent qu’un composant du plasma, C3, contribue directement à la maladie, puisque les souris déficientes en protéine C3 ne souffrent pas de la forme grave de la maladie après infection. Ajoutés les uns aux autres, tous ces éléments indiquent qu'une réaction immunologique anormale et d’origine congénitale est responsable de la forme grave de la maladie survenant après une infection par le RRV.
Un test de vaccination est actuellement[Quand ?] en cours en Belgique (Biovallée) et en Autriche.